# Тринідадсько-японські відносини
Тринідадсько-японські відносини - дипломатичні відносини Японії і Тринідада і Тобаго, встановлені в травні 1964, через два роки після визнання незалежності Тринідада і Тобаго.

## Двосторонні відносини
У 1974 і 1975 з візитами до Японії побував прем'єр-міністр Тринідаду і Тобаго Ерік Вільямс.
У 1979 в місті Порт-оф-Спейн відкрилося японське посольство.
У 2014 під час поїздки країнами Карибського басейну Тринідад і Тобаго відвідав прем'єр-міністр Японії Сіндзо Абе. 27 липня відбулася його двостороння зустріч із прем'єр-міністром Камлою Персад-Бісессар — перша в історії зустріч на подібному рівні, що відбулася у зв'язку з 50-річчям встановлення дипломатичних відносин між двома країнами. З цієї нагоди в порти Тринідада і Тобаго зайшли кораблі морських сил самооборони Японії.
З 2015 послом Японії в Тринідад і Тобаго, так само як і в інших країнах Карибського регіону, є Міцухіко Окада.
Станом на жовтень 2016 в Тринідаді та Тобаго проживали постійно 53 підданих Японії, у самій Японії станом на червень 2017 проживав 101 громадянин Тринідаду та Тобаго.

## Економіка
Між Тринідадом і Тобаго та Японією встановлені досить міцні та близькі економічні відносини, що характеризуються співробітництвом японських конгломератів з регіональними виробниками тринідаду. У 2014 основними статтями експорту Тринідаду та Тобаго до Японії були скраплений природний газ та какао боби, торговельний оборот склав 91,5 млн. доларів США. З Японії експортувалися переважно автомобілі, електрогенератори, запчастини та шини на суму 177,2 млн. доларів США.
У 2014 на двосторонній зустрічі прем'єр-міністр Тринідада і Тобаго висловила зацікавленість у подальшому розширеному тристоронньому співробітництві Тринідаду та Тобаго, країн Карибського басейну та Японії.

## Культурні зв'язки
- 1992: Японія виділяє гранти на утримання Національного музею та галереї живопису в Порт-оф-Спейні[2].
- 1996: візит члена Палати представників Японії Хіросі Міцудзука[en] у Тринідад і Тобаго з метою отримання підтримки кандидатури Японії на проведення чемпіонату світу з футболу 2002[2].
- 2001: проведення «тижня Японії» у Тринідаді та Тобаго з нагоди 30-річчя встановлення відносин з Японією[2].
- 2012: 11-й щорічний фестиваль Анімації та нових медіа в Animae Caribe, проведення аналогічного заходу на Ямайці[6][2].
- 2014: показові виступи на тему бойових мистецтв у Порт-оф-Спейні[2].